# Dorat (Puy-de-Dôme)
Pour les articles homonymes, voir Dorat.

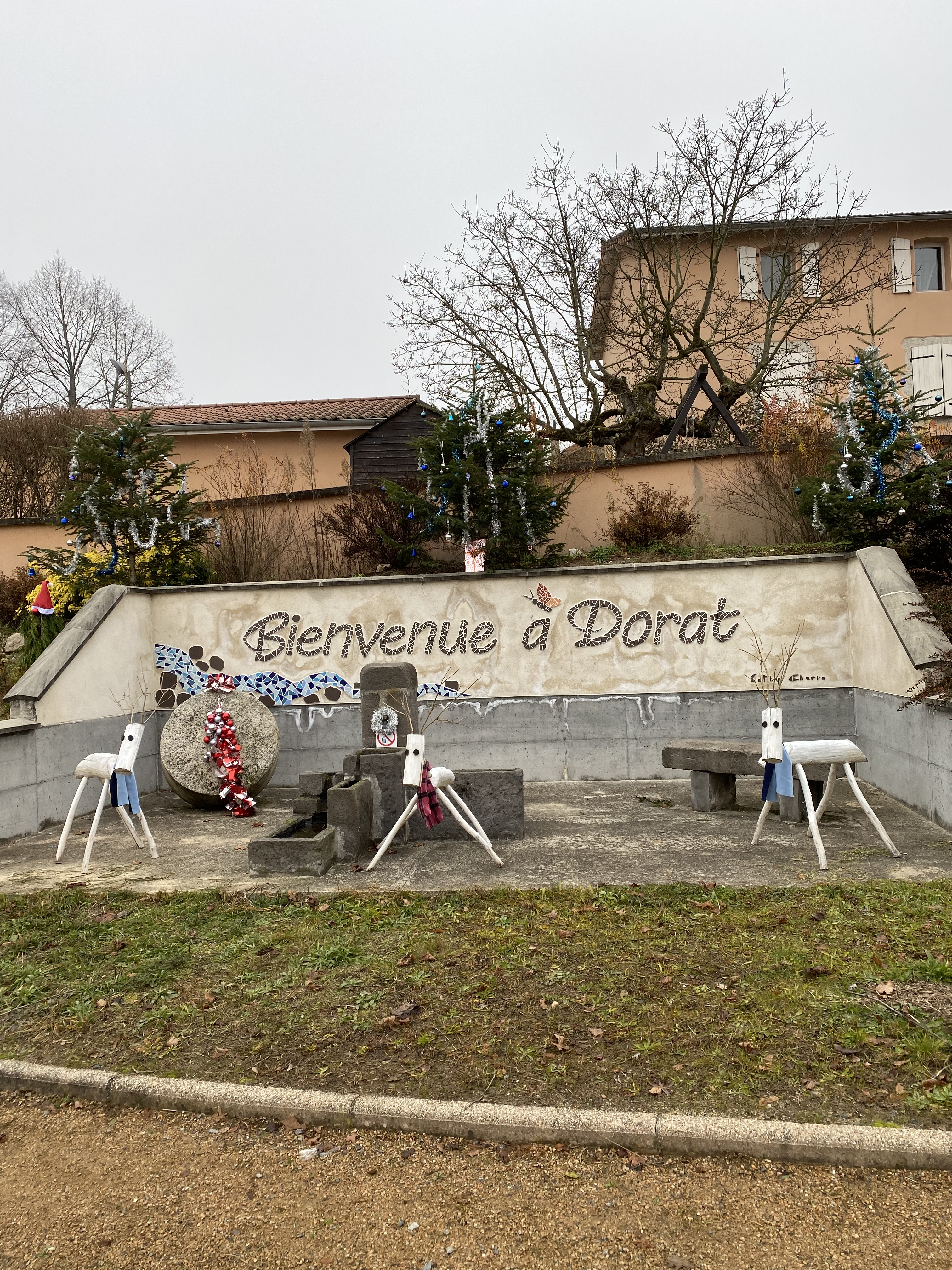

Dorat est une commune française, située dans le département du Puy-de-Dôme, en région Auvergne-Rhône-Alpes, près de Thiers.

## Géographie

### Localisation

#### Lieux-dits et écarts
Barante, Bonjean, Boudet,  Bourgeade,  Chabrol,  Chamoncel, Chanière, Chatard, Cognord, Dorat, Ferrat,  Foury, Frichet, Garmy, Gatord, Goutay, Guerlot, l’Holliere, la Bertrande, la Chauprillade, la Foulhouse, Laize, Lavaure, les Barres, les Chabannes, les Gonins, les Granges, les Pierres, les Vernières, Martin, Michaud, Néron, Pallot, Pichet, Sarailler, Thioliere, Viouly.

#### Communes limitrophes
Ses communes limitrophes sont Crevant-Laveine, Noalhat, Orléat, Paslières et Thiers.
| Noalhat         |       | Paslières |
| Crevant-Laveine | Dorat |           |
| Orléat          |       | Thiers    |

### Géologie et relief
Le relief de la commune est assez plat. En effet, elle est construite sur une petite butte dont l'église en est le point culminant, entourée d'une grande plaine.

### Climat
Pour des articles plus généraux, voir Climat d'Auvergne-Rhône-Alpes et Climat du Puy-de-Dôme.
En 2010, le climat de la commune est de type climat océanique dégradé des plaines du Centre et du Nord, selon une étude du Centre national de la recherche scientifique s'appuyant sur une série de données couvrant la période 1971-2000. En 2020, Météo-France publie une typologie des climats de la France métropolitaine dans laquelle la commune est exposée à un climat de montagne ou de marges de montagne et est dans la région climatique  Nord-est du Massif Central, caractérisée par une pluviométrie annuelle de 800 à 1 200 mm, bien répartie dans l’année. 
Pour la période 1971-2000, la température annuelle moyenne est de 11,3 °C, avec une amplitude thermique annuelle de 16,8 °C. Le cumul annuel moyen de précipitations est de 858 mm, avec 10,2 jours de précipitations en janvier et 7,7 jours en juillet. Pour la période 1991-2020, la température moyenne annuelle observée sur la station météorologique de Météo-France la plus proche, « Courpière », sur la commune de Courpière à 16 km à vol d'oiseau, est de 11,8 °C et le cumul annuel moyen de précipitations est de 876,9 mm,. Pour l'avenir, les paramètres climatiques de la commune estimés pour 2050 selon différents scénarios d'émission de gaz à effet de serre sont consultables sur un site dédié publié par Météo-France en novembre 2022.

## Urbanisme

### Typologie
Au 1er janvier 2024, Dorat est catégorisée commune rurale à habitat dispersé, selon la nouvelle grille communale de densité à sept niveaux définie par l'Insee en 2022.
Elle est située hors unité urbaine. Par ailleurs la commune fait partie de l'aire d'attraction de Clermont-Ferrand, dont elle est une commune de la couronne,. Cette aire, qui regroupe 209 communes, est catégorisée dans les aires de 200 000 à moins de 700 000 habitants,.

### Occupation des sols
L'occupation des sols de la commune, telle qu'elle ressort de la base de données européenne d’occupation biophysique des sols Corine Land Cover (CLC), est marquée par l'importance des territoires agricoles (65 % en 2018), une proportion sensiblement équivalente à celle de 1990 (65,8 %). La répartition détaillée en 2018 est la suivante : 
forêts (32,8 %), prairies (32 %), zones agricoles hétérogènes (24,3 %), terres arables (8,7 %), eaux continentales (1,3 %), espaces verts artificialisés, non agricoles (0,6 %), zones urbanisées (0,1 %), mines, décharges et chantiers (0,1 %). L'évolution de l’occupation des sols de la commune et de ses infrastructures peut être observée sur les différentes représentations cartographiques du territoire : la carte de Cassini (XVIIIe siècle), la carte d'état-major (1820-1866) et les cartes ou photos aériennes de l'IGN pour la période actuelle (1950 à aujourd'hui).

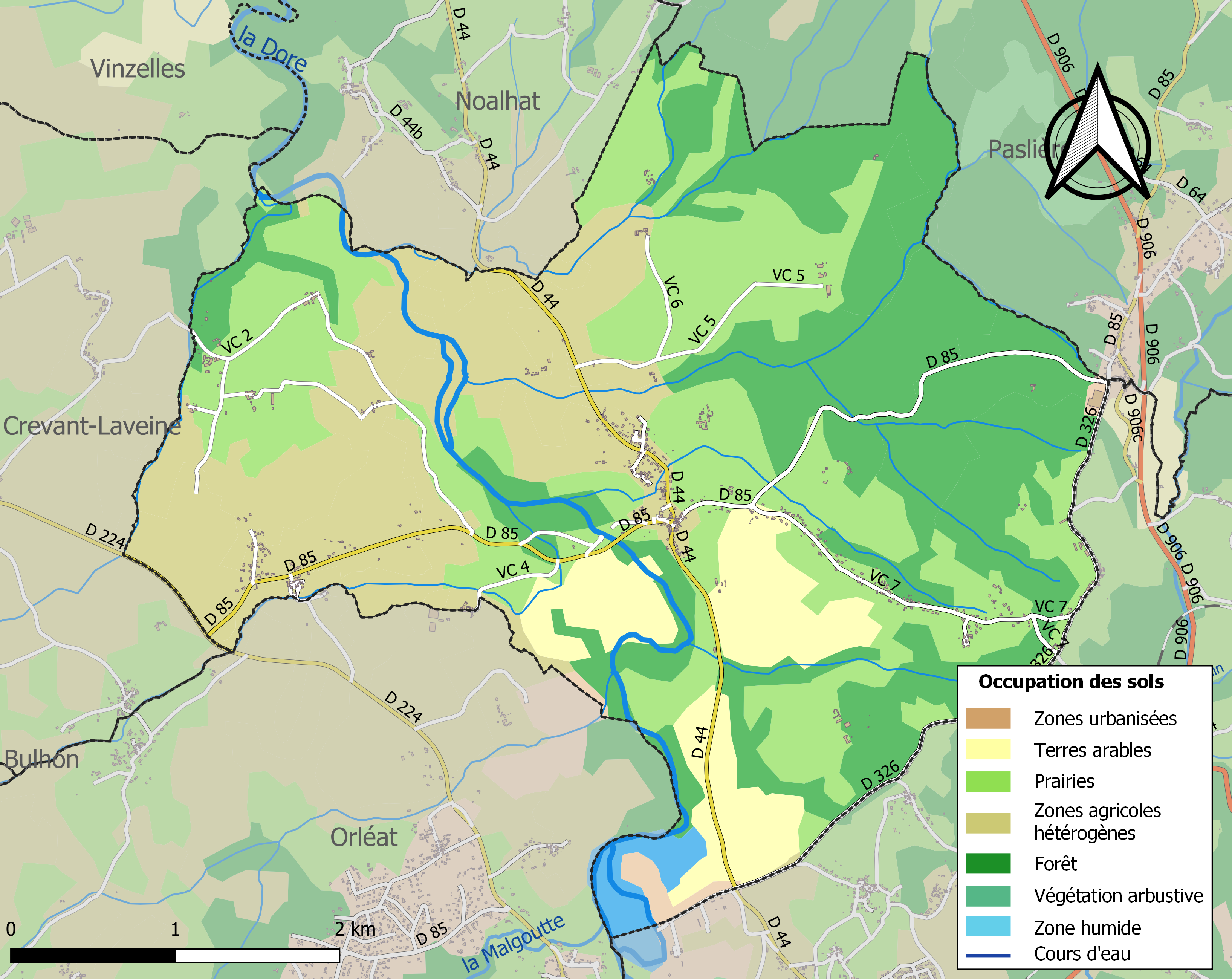
Carte des infrastructures et de l'occupation des sols de la commune en 2018 (CLC).

## Toponymie
Dorat apparaît en 978 ; un texte cite en effet « Doratensis », siège d’une viguerie. La commune doit son nom à la proximité de la rivière de la Dore qui baigne son territoire. Dès cette époque plusieurs lieux fortifiés, naturellement ou artificiellement, durent donner naissance à des châteaux ou à des maisons fortes aujourd’hui disparus.

## Histoire
Le bourg actuel s'est développé autour de l'église fortifiée. Au XXe siècle, de nouvelles constructions viennent s'ajouter au nord-est de la commune, formant une extension urbaine continue jusqu'au lieu-dit de Cognord, situé sur la commune de Thiers.

## Politique et administration
| Période                                  | Période                    | Identité          | Étiquette | Qualité                               |
| ---------------------------------------- | -------------------------- | ----------------- | --------- | ------------------------------------- |
| Les données manquantes sont à compléter. |                            |                   |           |                                       |
| 1977                                     | 1981                       | Alexi Douroux     |           |                                       |
| 1981                                     | 1983                       | André Brunet      |           |                                       |
| 1983                                     | 1989                       | Georges Champain  |           |                                       |
| 1989                                     | 2008                       | Noël Delarboulas  |           |                                       |
| 2008                                     | 2014                       | Pascal Fayollet   |           |                                       |
| 2014                                     | 2016                       | Isabelle Beauvoir |           |                                       |
| 2016 (réélu en 2020)                     | En cours (au 12 août 2020) | Thomas Barnerias  |           | Consultant marketing et communication |

## Population et société

### Démographie
L'évolution du nombre d'habitants est connue à travers les recensements de la population effectués dans la commune depuis 1793. Pour les communes de moins de 10 000 habitants, une enquête de recensement portant sur toute la population est réalisée tous les cinq ans, les populations de référence des années intermédiaires étant quant à elles estimées par interpolation ou extrapolation. Pour la commune, le premier recensement exhaustif entrant dans le cadre du nouveau dispositif a été réalisé en 2008.

En 2022, la commune comptait 721 habitants, en évolution de +1,55 % par rapport à 2016 (Puy-de-Dôme : +2,1 %, France hors Mayotte : +2,11 %).
| 1793 | 1800 | 1806 | 1821 | 1831 | 1836 | 1841 | 1846 | 1851 |
| ---- | ---- | ---- | ---- | ---- | ---- | ---- | ---- | ---- |
| 666  | 609  | 565  | 562  | 557  | 560  | 519  | 545  | 585  |

| 1856 | 1861 | 1866 | 1872 | 1876 | 1881 | 1886 | 1891 | 1896 |
| ---- | ---- | ---- | ---- | ---- | ---- | ---- | ---- | ---- |
| 600  | 630  | 637  | 658  | 739  | 749  | 768  | 713  | 721  |

| 1901 | 1906 | 1911 | 1921 | 1926 | 1931 | 1936 | 1946 | 1954 |
| ---- | ---- | ---- | ---- | ---- | ---- | ---- | ---- | ---- |
| 664  | 612  | 626  | 605  | 569  | 540  | 568  | 489  | 377  |

| 1962 | 1968 | 1975 | 1982 | 1990 | 1999 | 2006 | 2008 | 2013 |
| ---- | ---- | ---- | ---- | ---- | ---- | ---- | ---- | ---- |
| 368  | 361  | 391  | 456  | 562  | 575  | 653  | 675  | 706  |

| 2018 | 2022 | - | - | - | - | - | - | - |
| ---- | ---- | - | - | - | - | - | - | - |
| 701  | 721  | - | - | - | - | - | - | - |

## Culture locale et patrimoine

### Lieux et monuments

#### Patrimoine religieux
- Église Saint-Étienne, fortifiée dans le centre-bourg de la commune[12].Église Saint-Étienne

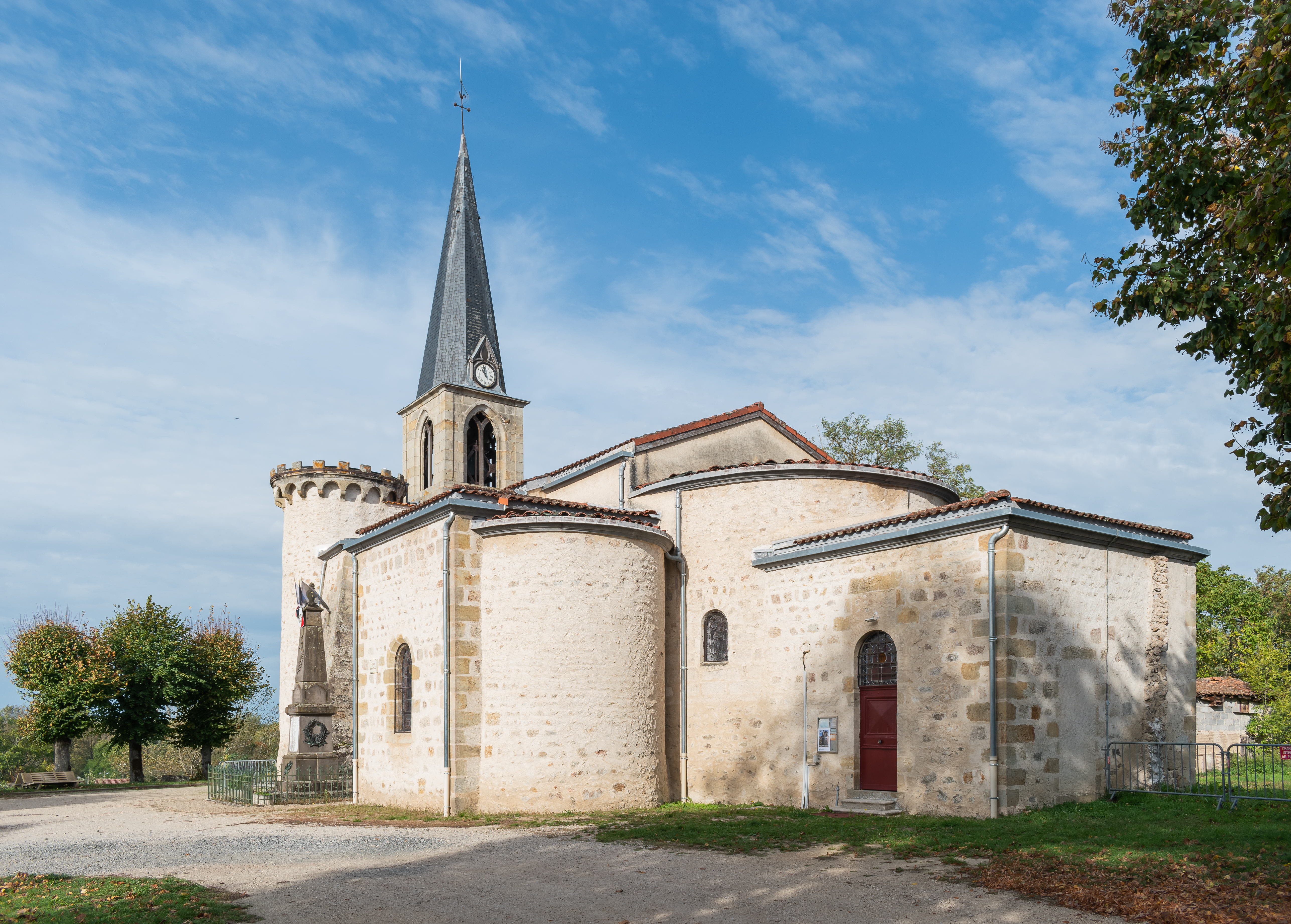
Église Saint-Étienne

- Dolmens à l'est de la commune. Des documents anciens retrouvés lors de la démolition d'un mur en pierre dans la maison d'un particulier en 1979 décrivent comment une demi-douzaine d'individus a tenté de revendiquer la propriété de ces dolmens durant la seconde moitié du XIVe siècle. Après plusieurs tentatives avortées, leur chef, Julien Zoufeder, aurait fini par avouer avoir simplement découvert ces dolmens en jouant dans les bois lorsqu'il était enfant. Depuis, les dolmens ont été détruits pour servir dans les fortifications du château de Barante.

#### Patrimoine civil
- Château de Barante, demeure de la famille des Brugière de Barante, qui a notamment donné l'historien et homme politique Prosper Brugière, baron de Barante (1782-1866)[12].

### Patrimoine naturel
- La commune de Dorat est adhérente du parc naturel régional Livradois-Forez[20].
- La rivière Dore traverse la commune[21].
- Une partie de la commune est classée en Réseau Natura 2000, protégeant ainsi les espèces animales et végétales y habitant[22].

### Personnalités liées à la commune
Prosper de Barante (1782-1866), écrivain, historien et homme politique, décédé dans le Château de Barante situé sur la commune de Dorat.

### Héraldique
| Blason de Dorat (Puy-de-Dôme) | Blason  | Parti, au premier, coupé au 1, de gueules au gonfanon d'or, au 2, d'azur plain, à la fasce ondée d'argent, au second, d'argent à trois chevrons de gueules, accompagnés de trois étoiles d'azur, deux en chef et une en pointe. |
| Blason de Dorat (Puy-de-Dôme) | Détails | Le statut officiel du blason reste à déterminer. |

## Archives
- Registres paroissiaux et d'état civil depuis : 1900
- Dépouillements généalogiques : 1900
- Délibérations municipales depuis :

## Divers
- La commune a réhabilité le centre-bourg, avec la réaffection de la chaussée et la construction d'une placette.